# Wilhelm Langenbach
Wilhelm Jakob Langenbach (geboren 3. Januar (oder 4. Januar) 1841 in Worms; gestorben 21. September 1911 in Darmstadt) war ein hessischer Fabrikant und Politiker (Freisinnige Volkspartei) und ehemaliger Abgeordneter der 2. Kammer der Landstände des Großherzogtums Hessen. Er war einer der wenigen Abgeordneten jüdischen Glaubens im Landtag.

## Familie
Wilhelm Langenbach war der Sohn des Kaufmanns Bernhard Langenbach und dessen Frau Therese, geb. Nass. Er heiratete am 18. August 1869 seine Frau Betty, geb. Josephsson (1845–1902). Seine Tochter Terese Robinson war Übersetzerin und Schriftstellerin.

## Ausbildung und Beruf
Wilhelm Langenbach arbeitete als Kaufmann und Fabrikant (Strohhutfabrik A. Rosenthal & Cie.) in Darmstadt. 1904 wurde er zum Kommerzienrat ernannt.

## Politik
In der 32. Wahlperiode (1902–1903) war er Abgeordneter der zweiten Kammer der Landstände des Großherzogtums Hessen. In den Landständen vertrat er den Wahlbezirk Stadt Darmstadt. 1903 wurde in einer Ersatzwahl Dr. Friedrich Buff sein Nachfolger.
Neben Franz Bamberger war Wilhelm Langenbach der einzige Jude im Landtag. Er war Mitglied des Centralvereins.